# Saint-Aubin-Montenoy

Saint-Aubin-Montenoy este o comună în departamentul Somme, Franța. În 1 ianuarie 2022 avea o populație de 217 de locuitori.